# Antônio Teixeira Dinis

Fotografia, de data desconhecida, do barão.

Antônio Teixeira Dinis (Diniz segundo ortografia à época) foi um empresário, político e chefe de polícia. Em 1889, foi nomeado o primeiro e único Barão de Campo Místico, que corresponde à atual Bueno Brandão, onde nasceu. É tido como o primeiro empreendedor da região no setor de hotelaria e trouxe consigo a primeira roleta de jogos de azar. É sabido que acompanhou o imperador Pedro II (r. 1831–1889) em seus passeios pelo Balneário Pedro Botelho e outros pontos turísticos, hoje localizados em Poços de Caldas.